# Biblioteca al Parco
La biblioteca al Parco è una biblioteca di Milano, sita all'interno del parco Sempione.
Insieme al vicino Bar Bianco, costituisce uno dei due edifici costruiti in occasione della X Triennale del 1954.

## Storia
L'edificio venne costruito nel 1954 come «padiglione del soggiorno» in occasione della X Triennale. Al termine della manifestazione venne ceduto al Comune di Milano, che vi allestì una sezione staccata della biblioteca comunale.
Fu progettato dagli architetti Ico Parisi e Silvio Longhi, coadiuvati per il calcolo strutturale dall'ingegnere Luigi Antonietti, ed eseguito dalla Cementeria di Merone.

## Caratteristiche
L'edificio sorge all'interno del parco Sempione, sull'altura denominata «Monte Tordo», a poca distanza dal monumento a Napoleone III.
Ha pianta di forma arcuata, delimitata sul lato esterno da un arco di circonferenza, e sul lato interno da un arco di spirale. Particolarmente caratterizzante è la copertura in calcestruzzo armato, con pieghe radiali, che sale verso il centro della costruzione, ed è sostenuta da 12 montanti a sezione triangolare; le pareti esterne sono interamente vetrate.
L'interno, che ha una superficie complessiva di 450 m², è suddiviso in una zona di lettura, sopraelevata, posta verso il centro, e una zona di transito lungo la parete esterna.
L'edificio è decorato da pitture di Bruno Munari e Mauro Reggiani, e da una scultura di Francesco Somaini.

## Galleria d'immagini
- Pianta dell'edificio
- Prospetto dell'edificio

### Fonti
- Padiglione per soggiorno, alla Triennale, in Domus, n. 301, Milano, Editoriale Domus, dicembre 1954,  pp. 7-9, ISSN 0012-5377 (WC · ACNP).
- Roberto Aloi, Nuove architetture a Milano, Milano, Hoepli, 1959,  pp. 269-273, ISBN non esistente, SBN RAV0140907.

### Testi di approfondimento
- Ico Parisi, Silvio Longhi e Luigi Antonietti, Padiglione di soggiorno. X Triennale di Milano, stampato a cura della Cementeria di Merone, 1959, ISBN non esistente, SBN MIL0456648.
- Agnoldomenico Pica, Architettura moderna in Milano, Milano, Ariminum, 1964,  p. 34, ISBN non esistente, SBN RMS1054852.
- Ico Parisi, Silvio Longhi e Luigi Antonietti, La biblioteca del Parco Sempione a Milano, Aldebaran, 1994, ISBN non esistente, SBN VEA0066812.